# Coppa del Re 2021-2022 (pallavolo)
La Coppa del Re 2021-2022 si è svolta dal 25 al 27 febbraio 2022: al torneo hanno partecipato otto squadre di club spagnole e la vittoria finale è andata per la prima volta al Melilla.

## Formula
La formula ha previsto quarti di finale, semifinali e finale, giocate con gara unica. 

## Squadre partecipanti
| Squadra         | Qualificazione                     |
| --------------- | ---------------------------------- |
| Almería         | 1ª al girone di andata SVM 2021-22 |
| Cabo de Cruz    | 8ª al girone di andata SVM 2021-22 |
| Guaguas         | 2ª al girone di andata SVM 2021-22 |
| Manacor         | 4ª al girone di andata SVM 2021-22 |
| Melilla         | 3ª al girone di andata SVM 2021-22 |
| Palma           | 7ª al girone di andata SVM 2021-22 |
| Río Duero Soria | 6ª al girone di andata SVM 2021-22 |
| Teruel          | 5ª al girone di andata SVM 2021-22 |

## Torneo

### Tabellone
|  | Quarti di finale | Quarti di finale | Quarti di finale |  |   | Semifinali | Semifinali | Semifinali |  |   | Finale  | Finale  | Finale |
|  |                  |                  |                  |  |   |            |            |            |  |   |         |         |        |
|  | 3                | Melilla          | 3                |  |   |            |            |            |  |   |         |         |        |
|  | 3                | Melilla          | 3                |  |   |            |            |            |  |   |         |         |        |
|  | 6                | Río Duero Soria  | 0                |  |   |            |            |            |  |   |         |         |        |
|  | 6                | Río Duero Soria  | 0                |  | 3 | Melilla    | 3          |            |  |   |         |         |        |
|  |                  |                  |                  |  | 3 | Melilla    | 3          |            |  |   |         |         |        |
|  |                  |                  |                  |  |   | 7          | Palma      | 0          |  |   |         |         |        |
|  | 2                | Guaguas          | 1                |  |   | 7          | Palma      | 0          |  |   |         |         |        |
|  | 2                | Guaguas          | 1                |  |   |            |            |            |  |   |         |         |        |
|  | 7                | Palma            | 3                |  |   |            |            |            |  |   |         |         |        |
|  | 7                | Palma            | 3                |  |   |            |            |            |  | 3 | Melilla | 3       |        |
|  |                  |                  |                  |  |   |            |            |            |  | 3 | Melilla | 3       |        |
|  |                  |                  |                  |  |   |            |            |            |  |   | 1       | Almería | 1      |
|  | 4                | Manacor          | 3                |  |   |            |            |            |  |   | 1       | Almería | 1      |
|  | 4                | Manacor          | 3                |  |   |            |            |            |  |   |         |         |        |
|  | 5                | Teruel           | 2                |  |   |            |            |            |  |   |         |         |        |
|  | 5                | Teruel           | 2                |  | 4 | Manacor    | 0          |            |  |   |         |         |        |
|  |                  |                  |                  |  | 4 | Manacor    | 0          |            |  |   |         |         |        |
|  |                  |                  |                  |  |   | 1          | Almería    | 3          |  |   |         |         |        |
|  | 1                | Almería          | 3                |  |   | 1          | Almería    | 3          |  |   |         |         |        |
|  | 1                | Almería          | 3                |  |   |            |            |            |  |   |         |         |        |
|  | 8                | Cabo de Cruz     | 2                |  |   |            |            |            |  |   |         |         |        |
|  | 8                | Cabo de Cruz     | 2                |  |   |            |            |            |  |   |         |         |        |

### Risultati

#### Quarti di finale
| 25 febbraio 2022 Centro Insular de Deportes, Las Palmas Durata: 1h:17 - Spettatori: 240 | Melilla | 3 - 0 | Río Duero Soria | 25-19, 25-17, 25-20               |
| 25 febbraio 2022 Centro Insular de Deportes, Las Palmas Durata: 1h:51 - Spettatori: 270 | Manacor | 3 - 1 | Teruel          | 25-15, 26-24, 18-25, 25-22        |
| 25 febbraio 2022 Centro Insular de Deportes, Las Palmas Durata: 1h:53 - Spettatori: 750 | Guaguas | 1 - 3 | Palma           | 25-20, 17-25, 24-26, 19-25        |
| 25 febbraio 2022 Centro Insular de Deportes, Las Palmas Durata: 2h:06 - Spettatori: 200 | Almería | 3 - 2 | Cabo de Cruz    | 23-25, 23-25, 25-18, 25-20, 15-13 |

#### Semifinali
| 26 febbraio 2022 Centro Insular de Deportes, Las Palmas Durata: 1h:18 - Spettatori: 420 | Melilla | 3 - 0 | Palma   | 25-20, 25-17, 25-20 |
| 26 febbraio 2022 Centro Insular de Deportes, Las Palmas Durata: 1h:08 - Spettatori: 360 | Manacor | 0 - 3 | Almería | 15-25, 11-25, 20-25 |

#### Finale
| 27 febbraio 2022 Centro Insular de Deportes, Las Palmas Durata: 1h:50 - Spettatori: 1 000 | Melilla | 3 - 1 | Almería | 25-22, 25-20, 22-25, 25-17 |